# داگ ریچاردسون
داگ ریچاردسون (به انگلیسی: Doug Richardson) فیلم‌نامه‌نویس آمریکایی است و شهرتش بیشتر به خاطر مهارتش در نوشتن فیلم‌نامه‌های اکشن است.